# Reinhards (Geisa)
Reinhards ist ein Ortsteil mit etwa 25 Einwohnern der Einheitsgemeinde Geisa im Wartburgkreis in Thüringen. Reinhards ist der westlichste Ort Thüringens, er war somit auch der westlichste Punkt der DDR aber auch des Warschauer Pakts allgemein. Der Ort Reinhards zählt zum nördlichen Teil der Rhön, der Kuppenrhön und liegt auch im Biosphärenreservat Rhön.

## Geografie
Reinhards befindet sich im äußersten Südwesten des Kreises, etwa 34 Kilometer (Luftlinie) südwestlich der Kreisstadt Bad Salzungen und etwa neun Kilometer südlich der Kernstadt Geisa.
Nachbarorte sind im Westen und Süden die zum Landkreis Fulda gehörende Gemeinde Nüsttal mit den Ortsteilen Gotthards,  Hof-, Mittel- und Oberaschenbach und Haselstein sowie im Norden und Osten der Stadtteil Spahl.
Die geographische Höhe des Ortes beträgt 430 m ü. NN. Höchste Erhebungen in der Flur sind der Suchenberg (583,4 m ü. NN), der Alte Berg  (548,9 m ü. NN) und die Kühlkuppe (543,1 m ü. NN). Am Lörnhof wechselt das Baumgartenwasser auf hessisches Gebiet, dieser thüringische Quellbach zählt zum Flussgebiet der Nüst und damit auch der Fulda.

## Geschichte
Das Gebiet der Rhön wurde im Hochmittelalter auch Buchonia genannt. Die gebirgige Landschaft wurde im Westen von Bonifatius (Einflussbereich der Reichsklöster Fulda und Hersfeld) sowie im Süden und Osten von Kilian (Bistum Würzburg) missioniert, woran noch zahlreiche Kirchengründungen und Flurnamen erinnern.
Die Ersterwähnung von Reinhards erfolgte 1116 als Reginheres.  Reinhards zählte seit dem 13. Jahrhundert zum fuldischen Amt Rockenstuhl, das erst im 17. Jahrhundert in die Stadt Geisa verlegt wurde. Die Pfarrkirche befand sich in Spahl. Die angrenzende Herrschaft Tann bildete im 16. Jahrhundert ein Zentrum der Reformation in der Rhön. Die Glaubenskämpfe und sozialen Spannungen tobten auch im oberen Ulstertal um Geisa, wobei die katholische Seite die Oberhand behielt. 1632 bis 1634 herrschte Wilhelm V. von Hessen-Kassel als Fürst von Buchen über das Reichsstift. Im Prager Frieden 1635 kam es zur Restitution des Reichsstifts. Unter Fürstabt Joachim von Gravenegg (1644–1671) wurden die zahlreichen Kriegsschäden im Fuldaer Gebiet behoben. Mit dem Reichsdeputationshauptschluss 1803 wurde das geistliche Fürstentum mit seinen Klöstern aufgelöst. Die fuldischen Besitzungen gingen an Friedrich Wilhelm von Oranien-Nassau, bis 1806 Napoleon I. die Provinz Fulda annektierte. 1810 wurde sie Teil des Großherzogtums Frankfurt.

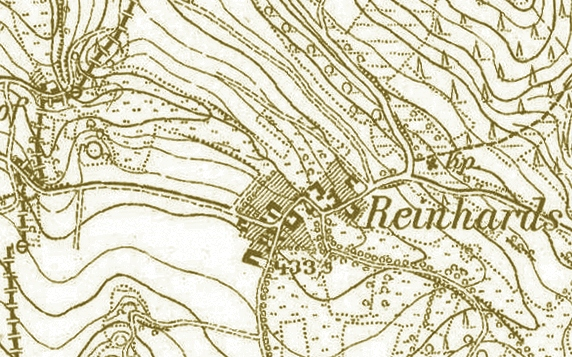
Ortsbild von Reinhards (um 1880)

 Auf dem Wiener Kongress 1815 wurde die Provinz aufgelöst und nach einer einjährigen preußischen Verwaltung gelangte das „Geisaer Ländchen“ an das Großherzogtum Sachsen-Weimar-Eisenach. Die Grenzlage verhinderte oft eine wirtschaftliche Entwicklung des Ortes der aus etwa 5 Gehöften und weiteren Einzelhäusern besteht.
Für die katholische Bevölkerung des Ortsteils wurde eine kleine Kapelle geschaffen, bei einer Altarweihe im Jahre 1972 wurde Bischof Hugo Aufderbeck und der Vachaer Dechant Ferdinand Dallwig verhaftet.
Vom 25. März 1994 bis 31. Dezember 2008 bildete Reinhards zusammen mit Geismar, Ketten, Spahl, Walkes und Apfelbach die Gemeinde Rockenstuhl.